# Lower Staircase
Lower Staircase (englisch für Untere Treppe) stellt den unteren östlichen Abschnitt des Skelton-Gletschers im ostantarktischen Viktorialand dar. Dieser Abschnitt liegt zwischen dem Firnfeld The Landing und dem Clinker Bluff.
Kartiert und benannt wurde er 1957 von der neuseeländischen Mannschaft der Commonwealth Trans-Antarctic Expedition (1955–1958). Der Gletscherabschnitt war während dieser Forschungsreise beim Marsch zum geographischen Südpol eine Etappe für den Aufstieg zum Polarplateau.